# Christos Papadimitriou
Christos Harilaos Papadimitriou (Atene, 16 agosto 1949) è un informatico greco, professore presso la Columbia University e noto per i suoi contributi fondamentali all'informatica teorica.

## Biografia
Nel 1972 Papadimitriou ha conseguito la laurea in ingegneria elettrica all'Università tecnica nazionale di Atene. Ha poi continuato i suoi studi all'Università di Princeton, dove ha conseguito prima la laurea magistrale in ingegneria elettrica nel 1974 e poi il dottorato di ricerca in informatica due anni più tardi.

## Opere
- (EN) Harry R. Lewis, Christos H. Papadimitriou, Elements of the theory of computation, Englewood Cliffs, Prentice-Hall, 1981, ISBN 0132734176.
- (EN) Christos H. Papadimitriou, Kenneth Steiglitz, Combinatorial optimization: algorithms and complexity, Englewood Cliffs (NJ), Prentice-Hall, 1982, ISBN 0131524623.
- (EN) Christos Papadimitriou, The theory of database concurrency control, Rockville, Computer Science Press, 1986, ISBN 0881750271.
- (EN) Christos H. Papadimitriou, Computational complexity, Reading, MA [etc.], Addison-Wesley, 1994, ISBN 0-201-53082-1.
- (EN) Christos H. Papadimitriou, Computational complexity, Reading, Addison Wesley, 1995, ISBN 0201530821.
- (EN) Christos H. Papadimitriou, Kenneth Steiglitz, Combinatorial optimization: algorithms and complexity, Mineola (New York), Dover, 1998, ISBN 0486402584.
- (EN) Harry R. Lewis, Christos H. Papadimitriou, Elements of the theory of computation, Upper Saddle River, N.J., Prentice-Hall, 1998, ISBN 0132624788.
- (EN) Christos H. Papadimitriou, Turing: a novel about computation, Cambridge (Mass.); London, Mit press, 2003, ISBN 0262162180.
- (EN) Sanjoy Dasgupta, Christos Papadimitriou, Umesh Vazirani, Algorithms, Boston, McGraw-Hill Higher Education, 2008, ISBN 9780073523408.

## Riconoscimenti
- 2002 premio Knuth
- 2012 premio Gödel
- 2015 EATCS Award
- 2016 medaglia Von Neumann